# Leioproctus hobartensis
Leioproctus hobartensis är en biart som först beskrevs av Cockerell 1906.  Leioproctus hobartensis ingår i släktet Leioproctus och familjen korttungebin. Inga underarter finns listade i Catalogue of Life.